# Gornje Stopanje
Gornje Stopanje (en serbe cyrillique : Горње Стопање) est une localité de Serbie située sur le territoire de la Ville de Leskovac, district de Jablanica. Au recensement de 2011, elle comptait 1 821 habitants.
Gornje Stopanje est officiellement classé parmi les villages de Serbie.

## Démographie
| 1948 | 1953 | 1961 | 1971  | 1981  | 1991  | 2002  | 2011  |
| ---- | ---- | ---- | ----- | ----- | ----- | ----- | ----- |
| 507  | 548  | 651  | 1 092 | 1 407 | 1 772 | 1 756 | 1 821 |

|  |